# Вехтари
Вехтари (Вехтар; лат. Wechtari, Wechtar; умер в 670 или 671 году) — герцог Фриуля с 660-х годов по 670 или 671 год.

## Биография
Основным повествующим о Вехтари нарративным источником является «История лангобардов» Павла Диакона.
Вехтари, уроженец города Виченцы, получил Фриульское герцогство от короля Гримоальда. Он был преемником герцога Арнефрита, погибшего в 660-х годах во время неудачного мятежа против правителя лангобардов. Возможно, именно Вехтари возглавлял фриульцев, нанёсших поражение Арнефриту и его союзникам, карантанским славянам. Назначение Вехтари было произведено, по одним данным, сразу же после бегства Арнефрита к славянам, по другим данным, уже после гибели того, датируемой 663 или 666 годом. По свидетельству Павла Диакона, Вехтари был добрым и справедливым правителем.
Вскоре после получения герцогства, Вехтари должен был уехать по делам в Павию. Этим решили воспользоваться славяне, союзники сына герцога Лупа Арнефрита: намереваясь разграбить богатый Чивидале-дель-Фриули, они вторглись во Фриульскую область. По пути они расположились лагерем у местечка Броксас, местоположение которого точно не установлено. Вехтари выступил против многочисленного войска славян всего с двадцатью пятью спутниками. Герцог встретил войско славян на мосту через реку Натисоне (возможно, неподалёку от Сан-Пьетро-аль-Натизоне). Славяне со смехом и презрением встретили немногочисленную группу лангобардов. Однако когда Вехтари снял свой шлем и был узнан врагами по своей лысой голове, славяне сразу в страхе обратились в бегство. Предполагается, что герцог был известен славянам как храбрый воин, уже наносивший им поражение, когда они ранее, возглавляемые Арнефритом, пытались вторгнуться во Фриульское герцогство. Согласно Павлу Диакону, преследуя отступавших, герцог и его спутники убили пять тысяч славян. Однако эти подробности, передаваемые историком VIII века, из-за своей малой достоверности подвергаются сомнению.
О других события правления Вехтари сведений в средневековых источниках не сохранилось. Известно, что при нём (также как и при герцоге Аго) в Чивидале-дель-Фриули чеканили серебряную монету. Одна из таких монет с монограммой Вехтари дошла до наших дней.
Вехтари умер в 670 или в 671 году. Его преемником во Фриульском герцогстве стал Ландари.